# Осама бен Ладен
Оса́ма бен Ла́ден (в іншій транскрипції: Усама бін Ладен; повне ім'я Осама бен Мухаммад бен Авад бен Ладін; араб. أسامة بن محمد بن عوض بن لادن; Usāmah bin Muhammad bin `Awad bin Lādin) (нар. 10 березня 1957, Ер-Ріад, Саудівська Аравія — пом. 2 травня 2011, Абботтабад, Пакистан) — міжнародний терорист, поборник панісламізму, колишній лідер міжнародної ісламістської терористичної організації «Аль-Каїда». Під лідерством бен Ладена терористи скоїли теракт 11 вересня в Сполучених Штатах Америки та багато інших терористичних атак по всьому світу.
Осама бен Ладен всесвітньо-відомий своєю причетністю до скоєння теракту 11 вересня в якому загинуло майже 3,000 людей. Його дії змотивували колишнього президента Джорджа В. Буша розпочати війну в Афганістані та війну проти тероризму. З 2001 по 2011, бен Ладен був головною ціллю уряду США. ФБР оцінювали винагороду за його розшук в розмірі 25 мільйонів доларів. 2 травня 2011 був підстрелений та вбитий одним з солдатів військового підрозділу спеціального призначення SEAL в середині приватного будинку в Абботтабаді, Пакистан, де він жив разом з місцевою родиною з Вазиристану.

## Біографія

### Батьки
Народився в Ер-Ріаді, Саудівська Аравія. В інтерв'ю 1998 року на телеканалі Аль-Джазіра Бен Ладен назвав датою свого народження 10 березня 1957 р. Його батько, Мухаммед Авад бен Ладен (*7 вересня 1908 — †1967), був заможним бізнесменом з близькими зв'язками з сім'єю короля Саудівської Аравії. Після Першої світової війни збіднілий та неосвічений Мухаммед емігрує з Хадрамауту, південної частини Ємену до порту Червоного моря Джидди, Саудівська Аравія, де почав працювати вантажником. Започаткувавши власний бізнес у 1930-х, Мухаммед розбагатів, будучи постачальником королівської сім'ї протягом 1950-х рр.
Немає офіційних даних щодо точного числа дітей Мухаммеда, але їхня кількість не перевищує 55. Осама є 17 дитиною Мухаммеда. Мухаммед бен Ладен одружувався 22 рази, маючи за законом ісламу не більше 4 жінок одночасно. Осама був єдиним сином Мухаммеда від 10-ї жінки Гаміди аль-Атас, народженої в Сирії.

### Життя у новій сім'ї Мухаммеда Аль-Атас
Батьки Осами бен Ладена розлучилися після його народження. Його матір Гаміда аль-Атас після цього одружилася з Мухаммедом аль-Атасом, що пізніше працював у компанії Осами бен Ладена. У подружжя народилося четверо дітей. Осамі довелося жити з трьома зведеними братами та з однією зведеною сестрою.

## Політика та терористична діяльність
Після вторгнення радянської армії до Афганістану приєднався до ісламського опору. Заснував «Аль-Каїду» — підпільну організацію для підтримки диверсійних акцій проти радянських військ. У інтерв'ю, яке Бен Ладен дав Індепендент 1993 року, заявив, що не був свідком допомоги американців. 1996 року він підтвердив цю інформацію в іншому інтерв'ю.. В той же час розвідка США співпрацювала з розвідками Пакистану та Саудівської Аравії для протидії радянській агресії у Афганістані і була дотично пов'язана із заснуванням «Аль-Каїди».
Після Афганської війни вирішив продовжити джихад вже проти США. Бен Ладен спонсорував боротьбу Сомалі проти США 1993 р., організував вибухи в посольствах США в Кенії і Танзанії 1998 р. 1994 року позбавлений підданства Саудівської Аравії, після чого перебрався до Судану. 1996 р. після невдалого замаху на єгипетського президента Хосні Мубарака разом з іншими екстремістами був вимушений покинути Судан і влаштуватися в Афганістані.
Американська адміністрація приписує Осамі бен Ладену відповідальність за терористичний акт в США 11 вересня 2001 р., у ході якого кілька літаків було направлено на вежі Всесвітнього торгового центру і Пентагону. Унаслідок обидва хмарочоси, прилеглі до них будівлі і одне крило Пентагону були зруйновані, загинули близько трьох тисяч осіб. Американські засоби масової інформації охоче надають слово нібито Осамі бен Ладену і часто цитують його пресрелізи.
Проте ФБР розшукувало його тільки у зв'язку з вибухами 7 серпня 1998 р. в американських посольствах у Дар-ес-Саламі (Танзанія) та Найробі (Кенія).

## Зовнішність і характер
Осама бен Ладен часто описується довгов'язим; ФБР описувало його високим і тонким, зростом від 193 до 195 см і вагою близько 75 кг. Колір шкіри — оливковий, шульга, і, як правило, ходив з палицею. Він носив білий тюрбан, традиційний чоловічий головний убір у Саудівській Аравії. Осама бен Ладен мав розмірену мову м'якої ввічливої людини, судячи з його публічних виступів, розмовляв мило, ввічливо і гідно. Говорить нібито лише арабською.

## Смерть
1 травня 2011 року президент США Барак Обама оголосив, що Осама бен Ладен був убитий. Цього дня невеликий загін американців, що працював за прямим наказом Барака Обами, провів операцію в Абботтабаді, Пакистан, за 100 км від Ісламабаду, підтверджуючи попередні заяви офіційних осіб США. Осаму бен Ладена вбили пострілом в голову. Здійснив постріл військовослужбовець підрозділу Сил спеціальних операцій «Морські котики» ВМС США Роберт О'Ніл. Згідно з цими заявами, група 20—25 морських котиків під командуванням Об'єднаного командування спецоперацій (англ. Joint Special Operations Command) і ЦРУ атакували табір бен Ладена двома гелікоптерами. Табір бен Ладена розташовувався за кілька кілометрів від Пакистанської військової академії в Какулі, яку часто відвідували представники місцевого командування. Поблизу знаходяться також армійські казарми, декілька постів безпеки. Бен Ладен та його оточення загинули під час стрілянини. Серед американських солдатів не було вбитих і поранених.
За словами офіційних осіб США, операція відбувалася без узгодження з Пакистаном. Повідомлялось, що багато пакистанців шоковані цією нелегітимною операцією. Під час офіційної заяви Обама сказав, що американські солдати «намагалися уникати цивільних жертв». Опісля стало відомо, що три чоловіки та одна жінка були вбиті разом з бен Ладеном. Одним із чоловіків, ймовірно, був син бен Ладена. Жінку вбили, оскільки вона «використовувалася як живий щит одним із захисників бен Ладена». ДНК тіла бен Ладена порівняли зі зразками ДНК його мертвої сестри, що підтвердило особу бен Ладена. Тіло бен Ладена зберігалося в руках військовиків США і після розпізнавання було поховане в морі. Оскільки США не змогли знайти країну яка б прийняла тіло.

## Сумніви в достовірності смерті Осами бен Ладена
Проте щодо повідомлень про обставини смерті водночас висловлювався сумнів звідусіль.
Доктор Стів Р. Печеник, що обіймав впливові посади при трьох президентах США і станом на 2011 р. працював у Міністерстві оборони США, розповів, що бен Ладен помер після теракту 11 вересня 2001 року в своєму печерному комплексі Тора-Бора в результаті загострення дегенеративного генетичного захворювання — синдрому Марфана. Ця хвороба серйозно скорочує тривалість життя хворого. «Буш-молодший знав про смерть бен Ладена, розвідка знала про це…», — впевнено заявив Печеник. Печеник переконаний, що рішення про запуск містифікації було зроблено, тому що рейтинги Обами досягли особливо низької точки. Печеник також повідомив, що один з представників вищого генералітету повідомив йому, що теракт 11 вересня 2001 року був операцією-постановкою спецслужб США і що він готовий назвати ім'я цього генерала у Федеральному суді.
Міністр інформації і керівник спецслужб Ірану Гейдар Мослехі теж заявив, що Осама бен Ладен помер своєю смертю ще раніше внаслідок перенесеної ним хвороби. За словами Мослехі, «у нього є серйозні докази, документи й відомості, що підтверджують це».